# خانه سید صدر
خانه سید صدر مربوط به دوره قاجار است و در دزفول، خیابان امام خمینی شمالی، کوچه شهدا، نرسیده به کوچه خیمه، پ ۷ واقع شده و این اثر در تاریخ ۲۲ آبان ۱۳۸۶ با شمارهٔ ثبت ۲۰۱۳۹ به‌عنوان یکی از آثار ملی ایران به ثبت رسیده است.